# Before the Fall
Before the Fall est un groupe autrichien de metal, originaire de Vienne.

## Historique
Before the Fall est fondé en 2005 par Michael Kronstorfer (chant, guitare) et Rudolf Obermann (guitare). Tout juste un an après, le groupe signe avec le label autrichien Noisehead Records. En décembre 2006 sort le premier album From Mutism to Riddance. Son style est influencé par des groupes comme Fear Factory, Pantera, Meshuggah, Sepultura et Carcass mais aussi le punk hardcore, par exemple, de Hatebreed. Par ailleurs, Michael Kronstorfer chante de façon pas très claire à quelques exceptions.
En 2007, ils jouent entre autres au SummerNights Festival, au Metalcamp en Slovénie, et au Rock Hell Festival. Après s'être engagé avec le label allemand Twilight en octobre de la même année, le groupe participe à la tournée européenne du death metal hollandais de Gorefest. L'année suivante, il continue sur quelques concerts dans les festivals de Metal-Opening et de SummerNights Festival. Entre 2010 et 2012, le groupe connaît le départ et l'arrivée de plusieurs musiciens, seuls Michael Kronstorfer et Rudolf Obermann restent les membres originels.
Début 2011, le second album Antibody est publié sans être signé par un label, il est mixé et masterisé par le producteur Tue Madsen (Hatesphere, Dagoba, Heaven Shall Burn, Sick of it all, Mnemic...).

## Discographie
- 2006 : From Mutism to Riddance (Noisehead Records ; réédition par Twilight Records en 2007)
- 2011 : Antibody

## Crédit d'auteurs
- (de) Cet article est partiellement ou en totalité issu de l’article de Wikipédia en allemand intitulé « Before the Fall » (voir la liste des auteurs).